# Commins Menapi
Commins Menapi est un joueur de football salomonais, né le 18 septembre 1977 dans les Îles Salomon et mort le 18 novembre 2017 à Honiara (Îles Salomon).
Il jouait comme attaquant avec le club de Marist FC dans le Championnat des îles Salomon de football. Il a également évolué sous les couleurs de sa sélection nationale avec laquelle il a inscrit 27 buts.

## Carrières

### Carrière en club
Commins Menapi a également joué pour YoungHeart Manawatu en Nouvelle-Zélande, Sydney United dans l'ancienne Ligue nationale de football en Australie (National Soccer League) et pour Marist FC, un club des Îles Salomon. Commins a rejoint le Marist FC après une période passée en tant qu'agent libre.

### Carrière internationale
Commins Menapi a représenté l'équipe nationale des Îles Salomon à plus de 30 reprises, marquant un record de 27 buts. Menapi est sans doute le plus célèbre footballeur des Îles Salomon, après avoir marqué deux fois pour son pays contre l'Australie dans un match nul 2-2 à sensation dans un match de groupe la Coupe d'Océanie en 2004. C'était le seul match que l'Australie n'a pas gagné dans la compétition, et le résultat a également assuré des Îles Salomon de la qualification vers la phase suivante, au détriment de la Nouvelle-Zélande. Dans ce tournoi, Menapi a marqué quatre buts en six matchs. Ces quatre buts on éveillé le talent du football Salomonais dans le Pacifique, avec une population de moins d'un million d'habitants. Menapi a été un membre de longue date de l'équipe nationale des Salomon  et a beaucoup contribué au développement du football dans ce petit pays.

## Palmarès
- Ligue des Champions de l'OFC en 2007